# TSR, Inc.
TSR, Inc. (originalment Tactical Studies Rules i més tard TSR Hobbies) fou una empresa nord-americana que es dedicava a la publicació de jocs de rol, notable per publicar Dungeons & Dragons fins que Wizards of the Coast l'adquirí. Fou fundada l'octubre de 1973, quan Gary Gygax no pogué trobar una empresa per publicar el joc que co-desenvolupava juntament amb Dave Arneson i fundà la seva pròpia juntament amb Don Kaye per autopublicar els seus productes.
Per poder competir amb productes similars, Gygax i Kaye necessitaven finançament immediat, per la qual cosa incorporaren Brian Blume com a tercer soci perquè el seu pare Melvin finançàs el projecte. Després de la mort inesperada de Kaye el 1975, Melvin Blume comprà les seves accions de l'empresa i reanomenà l'empresa TSR Hobbies. Amb D&D com a producte principal, TSR Hobbies es tornà una força prominent de la indústria de jocs cap a finals dels 70. Eventualment, Melvin Blume va vendre les seves accions al seu altre fill Kevin, donant el control majoritari als dos germans Blume de l'empresa, que passà a ser TSR, Inc.
TSR tengué problemes el 1984, per la qual cosa Gygax expulsà els germans Blume de la junta directiva de l'empresa. Els germans Blume van vendre les seves accions a la gerent de la companyia Lorraine Williams cap al final del 1985. TSR va prosperar sota el control de Williams, però el 1995 havia quedat enrere en vendes comparat amb la competència. El 1996 intentaren una incursió en el mercat de les cartes col·leccionables amb Spellfire i després Dragon Dice, però això, juntament amb les poques vendes dels llibres de ficció, empobrí la companyia encara més. Davant la insolvència, Wizards of the Coast va comprar TSR el 1997. Inicialment, WotC va mantenir l'ús del nom TSR pels productes de D&D, però l'any 2000, coincidint amb la publicació de la 3a edició del joc, va deixar de fer-ho.